# Ole Nydahl

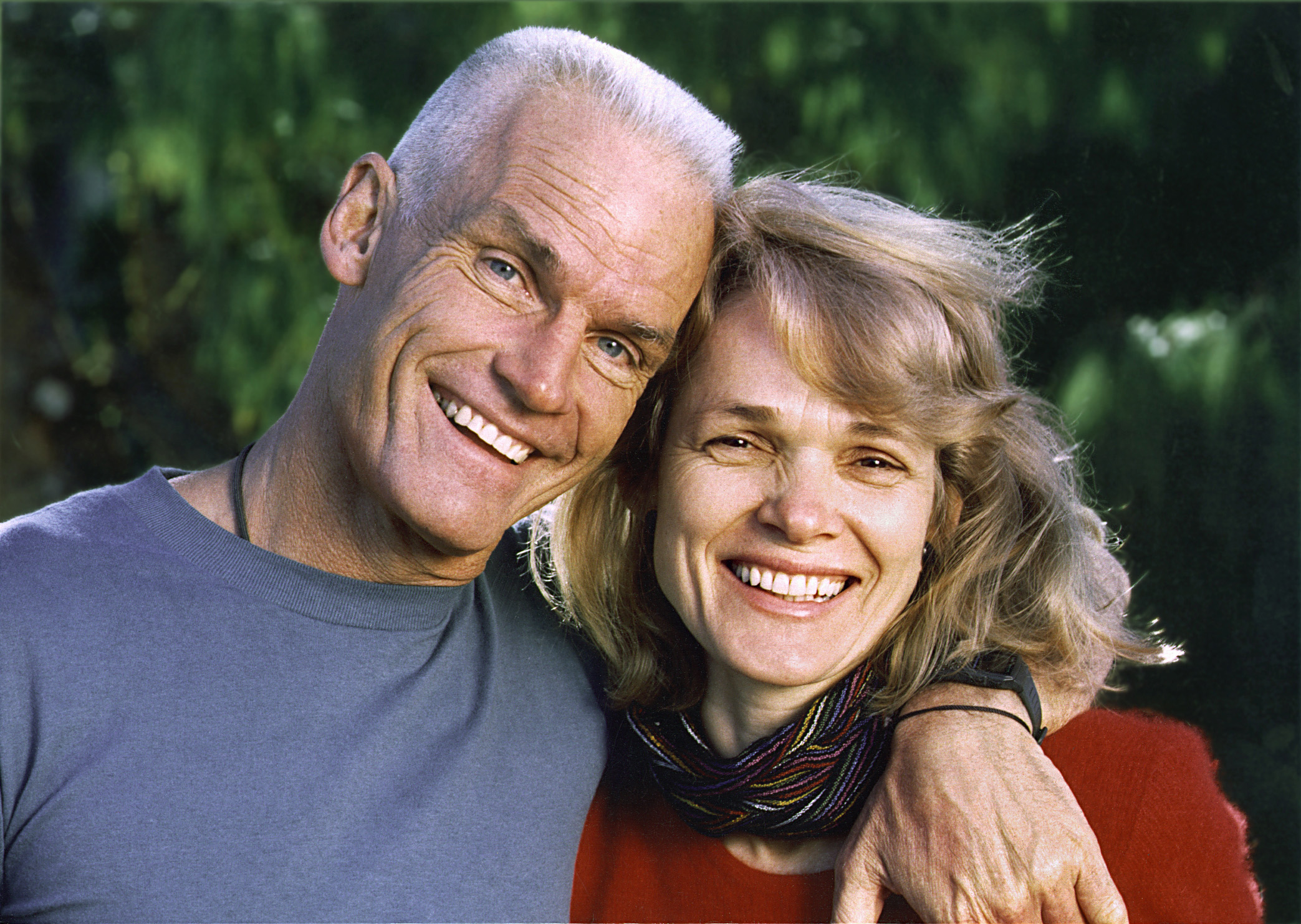
Ole & Hannah Nydahl

Ole Nydahl (né le 19 mars 1941 près de Copenhague, Danemark) est l'un des premiers Occidentaux qualifié en tant que Lama et enseignant de méditation de l'école Karma Kagyu - une des quatre branches principales du bouddhisme tibétain.
Son premier lama fut un grand maître de l'école Droukpa Kagyu : Lopon Tsechu Rinpoché. Avec sa femme, Hannah Nydahl ils rencontrèrent en 1969, lors de leur voyage de noces dans l'Himalaya, le 16e Karmapa et devinrent ses premiers élèves occidentaux. Après des années d'étude de l'enseignement bouddhique et de pratique de la méditation, le 16e Karmapa leur confia la mission de transmettre les enseignements du Vajrayana en Occident. En son nom, Ole Nydahl a fondé depuis 1972 plus de 600 centres qu'il visite et soutient régulièrement. Plus présent dans les pays de l'Europe Centrale et Orientale qu'à l'Ouest il voyage aussi une fois par an dans les pays francophones (France, Belgique, Suisse) pour y donner des conférences et des cours de méditation.
Au côté de Shamar Rinpoché, Ole Nydahl est un des lamas plus connus soutenant Trinley Thaye Dorje.